# Darázsfészek (Agatha Christie-színdarab)
A Darázsfészek (The Wasp's Nest) Agatha Christie egyik novellája, rádiójátéka, tévéfilmje, színdarabja, melyben a belga detektív, Hercule Poirot is szerepel.
Önálló színdarabként, valamint az Ökölszabály (Rule of Thumb, három különálló egyfelvonásos) és A Poirot Double Bill (két különálló egyfelvonásos darab) színdarab-kollekciók részeként is bemutatható.
Novellaként a Poirot bravúrjai (angolul: Poirot's Early Cases vagy Double Sin and Other Stories) című Agatha Christie novelláskötetben adták ki.
Ez az egyetlen Christie-történet, melyet először maga a Krimi Királynője adaptált televízióra - a BBC mutatta be 1937 júniusában, a kritikusok szerint "zseniális feldolgozásban".
1991-ben David Suchet főszereplésével is bemutatták.
A darabot Magyarországon először a budapesti Orfeumban adták elő a Poirot az Orfeumban című előadás keretén belül a Sárga írisz című darabbal együtt 2022. május 28.-án. Az előadást szövegét Zöldi Gergely fordította, a produkciót Böhm György rendezte, a szerepeket Elek Ferenc (Hercule Poirot), Száraz Dénes, Tenki Dalma, Ódor Kristóf, Erdős Borcsa és Sütő András alakították.

## Szereplők
- Hercule Poirot
- Charles Harborough
- Claud Langdon
- Nina Bellamy

## Szinopszis
Mindenki kedvenc nyomozója, a kissé különc belga úr, Hercule Poirot egy nyári estén váratlanul betoppan Charles Harborough kertjébe egy darázsfészek után kutatva. Charles kérdésére, hogy mi ügyben jár itt a belga nyomozó, Poirot különleges választ ad: egy gyilkosság ügyében nyomoz — ám ez egy olyan gyilkosság, amit még nem követtek el.
Hamar kiderül, hogy Charles megbízta Claude-ot, hogy irtsa ki a darazsakat a kertben álló fáról, viszont a fiatal férfi az instrukciók ellenére ciánt vásárolt. Poirot figyelmezteti a barátját, hogy meglehet, Claude el akarja tenni őt láb alól, hogy egyenes útja legyen Ninához. Nem sokkal később úgy tűnik Charles megfontolja a nyomozó tanácsát, és inkább elhalasztja az irtást. Ám itt jön a nem várt csavar: Charles elővesz egy ciánnal teli üvegcsét, a saját italába teszi, és már épp a szájához emelné amikor Poirot beront és elveszi a poharat. Mint azt a nyomozó felfedi, ő már korábban rájött a férfi azon tervére, hogy öngyilkosságot kövessen el és Claude-ra terelje a gyanút, ezért egy óvatlan pillanatban kicserélte a zakózsebben lapuló üvegcséket.
Poirot újra bizonyítja, hogy a kis szürke agysejtjeinek semmilyen bűntény sem akadály, Agatha Christie pedig újfent megcsillogtatja abbéli tudását, hogy a szemünk láttára csapjon be minket.